# Heroldia reticulata
Heroldia reticulata là một loài chân đều trong họ Philosciidae. Loài này được Verhoeff miêu tả khoa học năm 1926.